# Влахернская церковь

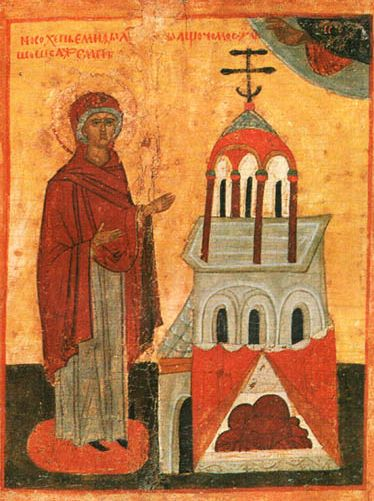
Деталь иконы «Положение ризы Богоматери, с избранными святыми на полях» (середина XVI века)

Влахе́рнская це́рковь Богоро́дицы — знаменитая в истории восточного христианства церковь, некогда стоявшая у императорского дворца в константинопольском предместье Влахерны, близ залива Золотой Рог. В честь явления в этом храме Богоматери православной церковью установлен праздник Покрова Пресвятой Богородицы.

## Возникновение
Строительство храма у подножия шестого константинопольского холма, за пределами Феодосиевых стен, затеяла в 450 году императрица Пульхерия, а окончил после её смерти Маркиан. В 473 году из Святой земли в Константинополь была доставлена Риза Богородицы, для хранения которой император Лев построил рядом с церковью особое здание. Это событие церковь ежегодно вспоминает в день Ризоположения. В правление Льва под кров был перенесён и влахернский источник святой воды.
Храмовый комплекс, расширенный при Юстине и Юстиниане, привлекал множество паломников. В непосредственной близости от святынь монархами был выстроен дворец, который со временем стал их основной резиденцией. С тех пор Влахерны сделались средоточием византийского почитания Богоматери.

## Чудеса

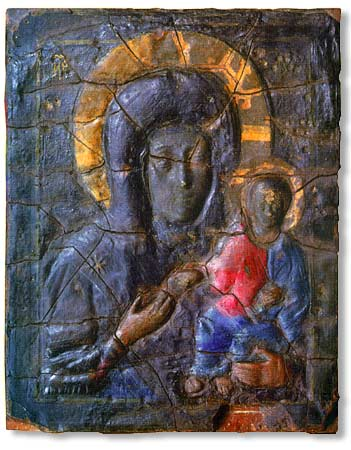
Строгановский список Влахернской иконы Богоматери.
Третьяковская галерея

Храмовой иконе Богородицы (так называемой Влахернской) приписывалось спасение столицы во время нескольких осад. Во время осады города аварами в 626 году вождь нападавших был перепуган явлением на стенах города женщины в драгоценном уборе. Как раз в это время патриарх Сергий в сопровождении будущего Константина III проносили по стенам чудотворную икону. 
По возвращении из похода против персов отвоевавший у них Животворящий Крест император Ираклий был торжественно встречен патриархом в этом храме — единственном, который пощадили нападавшие. Во избежание новых разорений император приказал обнести Влахернское предместье небольшой стеной.
Новые чудеса Влахернская Богоматерь явила, как считается, во время осады «второго Рима» арабами в 718, русами в 864 (860) и болгарами в 926 году. Про нашествие русов рассказывают, что император Михаил III спешно вернулся из пограничной армии в столицу и вместе с Фотием погрузил в море Ризу Богородицы. Внезапно поднялась сильная буря и разметала суда русов, после чего те бежали. 
Во время осады  сарацинами — мусульманами в 910 году Богородица явилась молящимся в храме и простерла над Константинополем белый покров (мафорий) — в честь этого события установлен православный праздник Покрова Пресвятой Богородицы.

## Иконоборчество
В эпоху иконоборчества Влахернская церковь как один из центров иконопочитания оказалась очагом раздора. Именно здесь иконоборцы провели последнее заседание Иконоборческого собора, после чего фигурные мозаики храма были заменены на более абстрактные, изображающие растительный и животный мир. Чудотворная икона пропала до правления Романа III, когда её якобы обнаружили спрятанной под толстым слоем штукатурки.
В первое воскресенье Великого поста после восстановления православия в 843 году в храме прошёл первый праздник Торжества православия. А при Константине Багрянородном во Влахернский храм были доставлены новые реликвии — предполагаемое письмо Абгара к Иисусу и знаменитый эдесский образ Спаса.

## Упадок

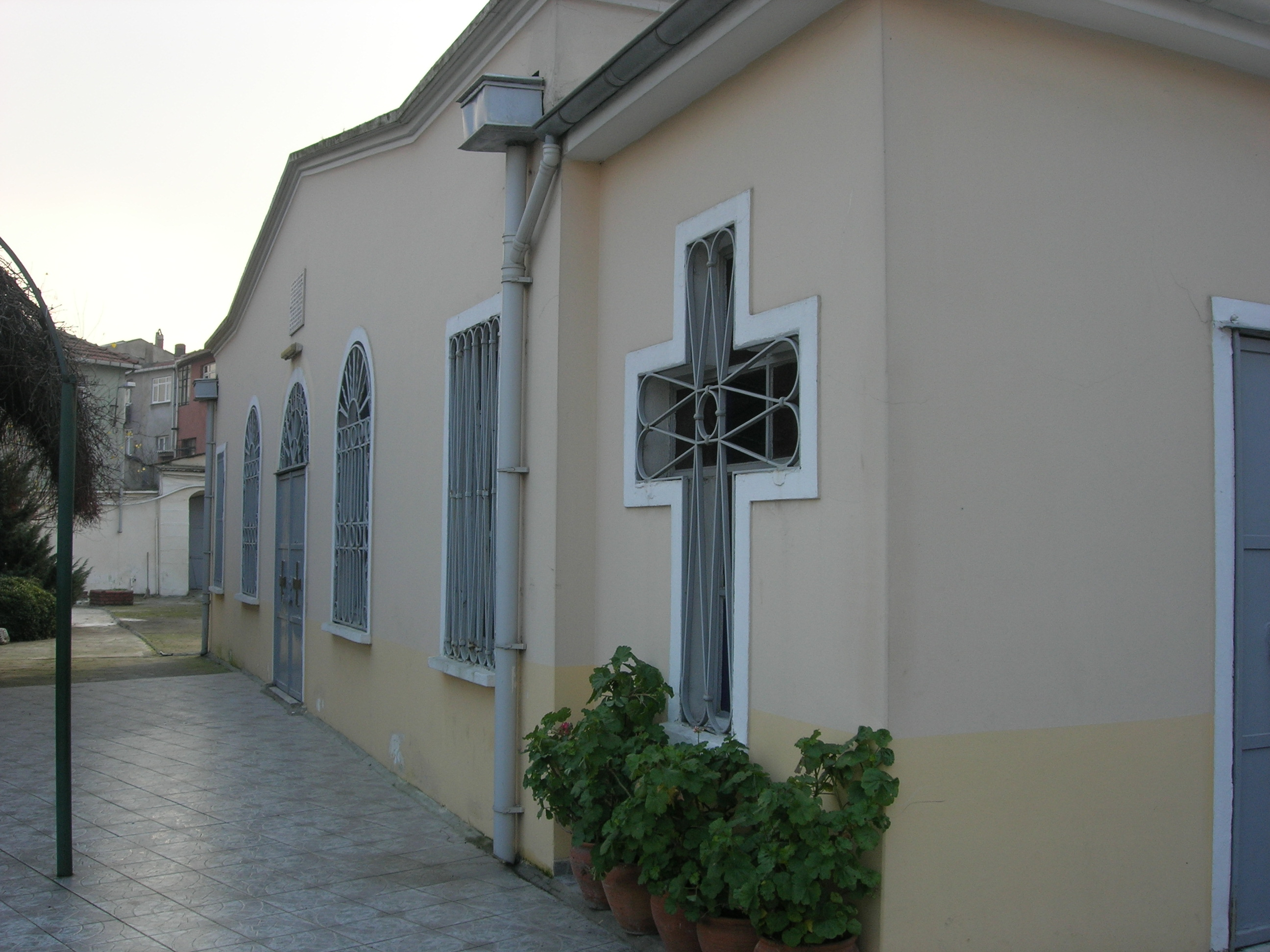
Современная церковь на месте византийского храма.

После пожара 1070 года церковь была фактически выстроена заново, но продолжала пользоваться прежним почитанием. Анна Комнина описывает, что в пятницу после заката покров над Влахернской иконой медленно приподнимался, открывая лик Богоматери, а сутки спустя необъяснимым образом опускался вновь.
Во время латинского владычества в Константинополе храм пришёл в упадок, чудеса прекратились. Иоанн III Дука Ватац выкупил его у латинян, но прежнего блеска храм больше не достиг. 29 июня 1434 года церковь загорелась и обрушилась. Денег на её восстановление у Палеологов не было, и до середины XIX века окрестности святого источника пустовали. Только в 1867 году место влахернского источника было отмечено скромной греческой часовней.
При патриархе Никоне в Москву из Стамбула привезли некую икону, которую патриарх Паисий признал за древнюю Влахернскую. Она исполнена в древней технике воскомастики и предположительно содержит в своём составе растёртые мощи мучеников за веру. Сейчас икона находится в Третьяковской галерее.